# Charon dantei
Espèce
Charon dantei est une espèce d'amblypyges de la famille des Charontidae.

## Distribution
Cette espèce est endémique de La Réunion.

## Description
La carapace de la femelle holotype mesure 10,73 mm de long sur 14,97 mm.

## Étymologie
Cette espèce est nommée en l'honneur de Dante Alighieri.

## Publication originale
- Maquart, Réveillion & Cazanove, 2018 : Description of Charon dantei sp. nov. and first record of Damon brachialis Weygoldt 1999 (Amblypygi: Charontidae, Phrynichidae) from La Réunion Island. Revista Iberica de Aracnologia, vol. 33, no 2, p. 75-80.